# ضيائية حرارية

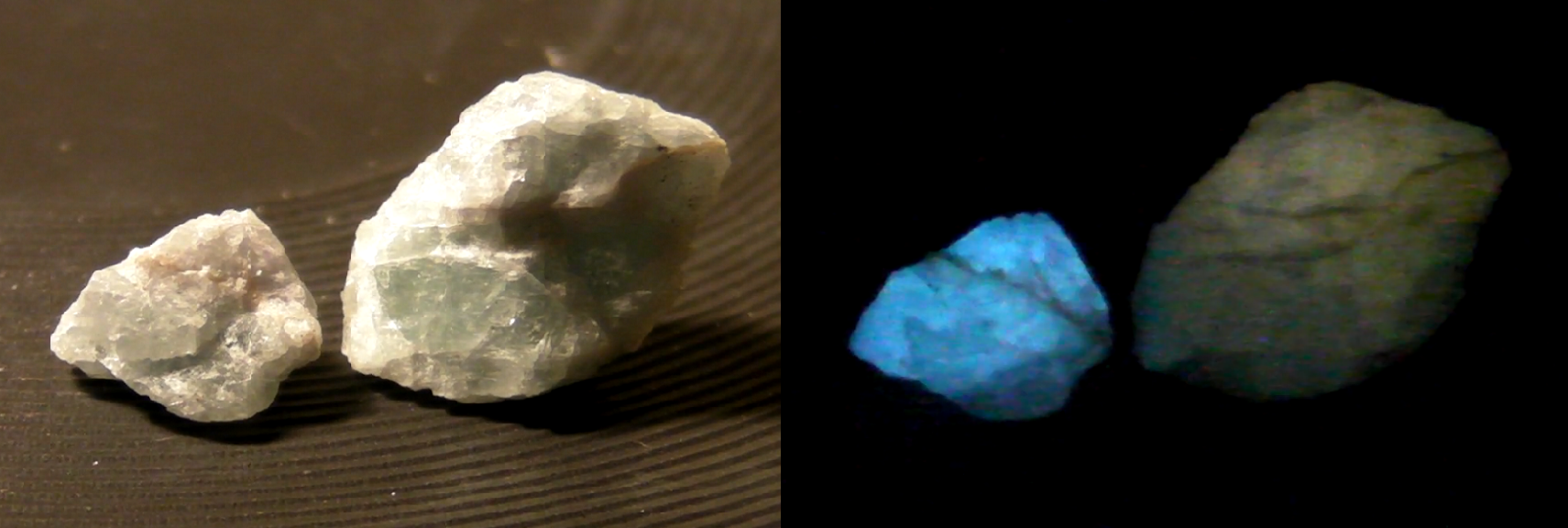
الضيائية الحرارية للفلوريت.

الضيائية الحرارية (بالإنجليزية: Thermoluminescence)‏ هي ظاهرة فيزيائية مرتبطة بقدرة بعض البلورات على تكديس الطاقة المنبعثة من الإشعاع المؤين (الناتج عن النشاط الإشعاعي الطبيعي للأرض والإشعاع الكوني) على المستوى الذري واستعادة هذه الطاقة على شكل ضوء عندما تكون ساخنة.
إنها أيضًا تقنية تجريبية تستخدم في العديد من المجالات العلمية مثل علم الآثار والجيولوجيا والطب وفيزياء الأجسام الصلبة وعلم الأحياء والكيمياء العضوية، ... إلخ.

## طالع أيضًا
- تأريخ بواسطة الضيائية الحرارية